# E3 Harelbeke 2013
La E3 Harelbeke 2013, cinquantaseiesima edizione della corsa, valida come quinta prova del circuito UCI World Tour 2013, si svolse il 22 marzo 2013 su un percorso di 211 km. Fu vinta dallo svizzero Fabian Cancellara, al traguardo in 5h08'28" alla media di 41,04 km/h.
Furono 98 i ciclisti che portarono a termine il percorso.

## Squadre partecipanti
| N.      | Cod. | Squadra                 |
| ------- | ---- | ----------------------- |
| 1-8     | OPQ  | Omega Pharma-Quickstep  |
| 11-18   | BMC  | BMC Racing Team         |
| 21-28   | RLT  | RadioShack-Leopard      |
| 31-38   | LTB  | Lotto-Belisol Team      |
| 41-48   | SKY  | Sky Procycling          |
| 51-58   | ALM  | AG2R La Mondiale        |
| 61-68   | AST  | Astana Pro Team         |
| 71-78   | BLA  | Blanco Pro Cycling Team |
| 81-88   | CAN  | Cannondale Pro Cycling  |
| 91-98   | EUS  | Euskaltel-Euskadi       |
| 101-108 | FDJ  | FDJ                     |
| 111-118 | GRS  | Garmin-Sharp            |
| 121-128 | KAT  | Katusha Team            |

| N.      | Cod. | Squadra                     |
| ------- | ---- | --------------------------- |
| 131-138 | LAM  | Lampre-Merida               |
| 141-148 | MOV  | Movistar Team               |
| 151-158 | OGE  | Orica-GreenEDGE             |
| 161-168 | ARG  | Team Argos-Shimano          |
| 171-178 | TST  | Team Saxo-Tinkoff           |
| 181-188 | VCD  | Vacansoleil-DCM             |
| 191-198 | AJW  | AccentJobs-Wanty            |
| 201-208 | CRE  | Crelan-Euphony              |
| 211-218 | TSV  | Topsport Vlaanderen-Baloise |
| 221-228 | COF  | Cofidis, Solutions Credits  |
| 231-238 | IAM  | IAM Cycling                 |
| 241-248 | EUC  | Team Europcar               |

## Ordine d'arrivo (Top 10)
| Pos. | Corridore            | Squadra        | Tempo    |
| ---- | -------------------- | -------------- | -------- |
| 1    | Fabian Cancellara    | RadioShack     | 5h08'28" |
| 2    | Peter Sagan          | Cannondale     | a 1'04"  |
| 3    | Daniel Oss           | BMC Racing     | s.t.     |
| 4    | Geraint Thomas       | Sky Procycling | s.t.     |
| 5    | Sebastian Langeveld  | Orica-GreenE.  | a 1'08"  |
| 6    | Sylvain Chavanel     | Omega Pharma   | s.t.     |
| 7    | Tom Boonen           | Omega Pharma   | a 2'15"  |
| 8    | Luca Paolini         | Katusha Team   | s.t.     |
| 9    | Edvald Boasson Hagen | Sky Procycling | s.t.     |
| 10   | Sébastien Turgot     | Europcar       | s.t.     |